# Eustromula validum
Eustromula validum är en skalbaggsart som först beskrevs av Leconte 1858.  Eustromula validum ingår i släktet Eustromula och familjen långhorningar. Inga underarter finns listade i Catalogue of Life.